# Heilig Kreuz (Dachau)

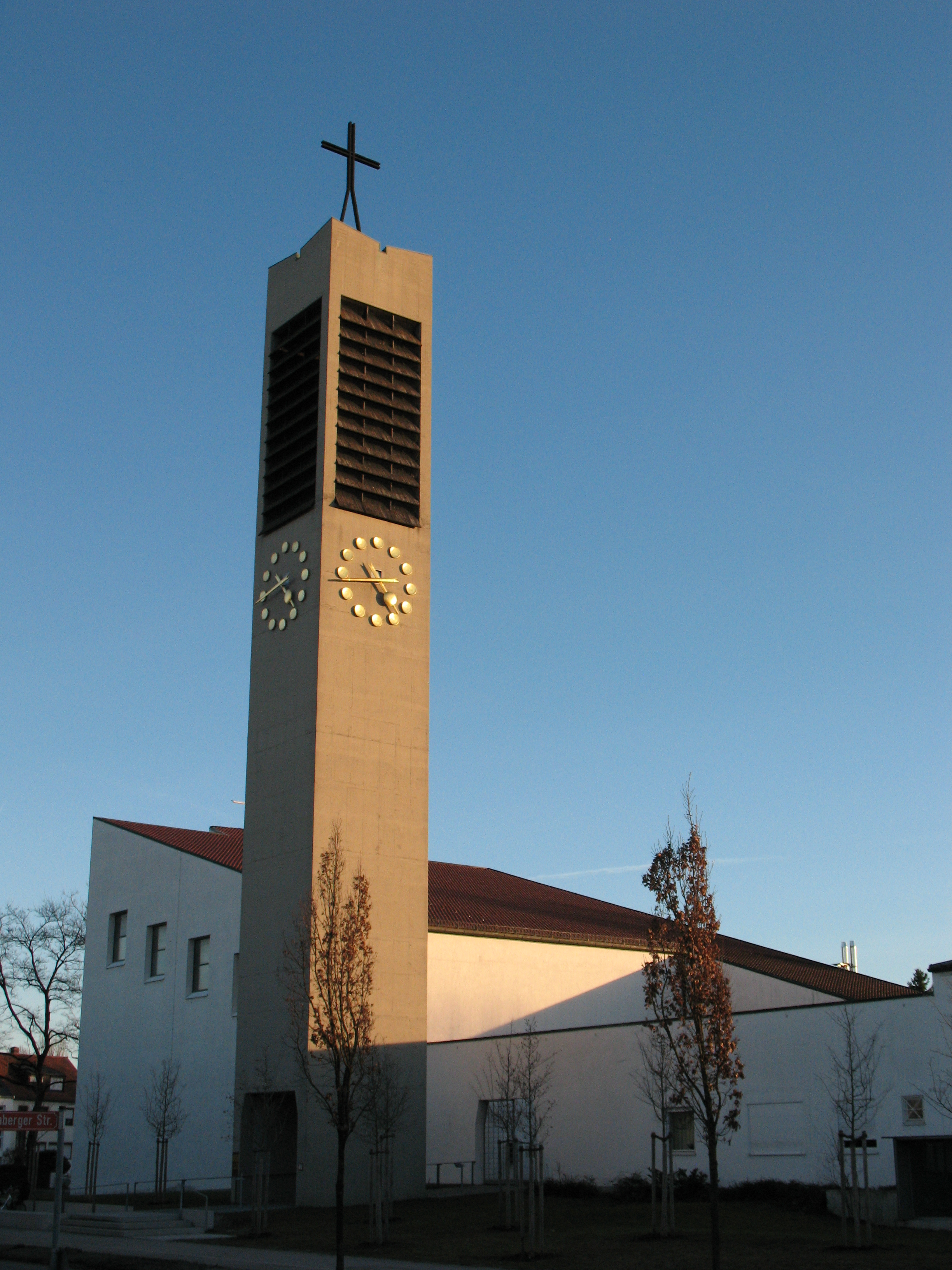
Die Kirche Heilig Kreuz

Die Pfarrei Heilig Kreuz ist eine Pfarrei und Kirche im Erzbistum München und Freising. Sie liegt im Stadtteil Dachau-Ost und ist als (ehemalige) Vertriebenengemeinde bekannt. Gemeinsam mit St. Peter Dachau bildet sie den Pfarrverband Dachau – Hl. Kreuz und St. Peter.

## Geschichte
1945 blieb der ehemalige KZ-Häftling Pater Leonhard Roth im einstigen Konzentrationslager, um die dort inhaftierten SS-Angehörigen seelsorgerisch zu betreuen und zu missionieren. Unter seiner Regie bauten die Insassen eine Lagerkirche neben dem „Jourhaus“ des Lagers, die 1946 eingeweiht wurde. Mit der Umnutzung des Geländes als Wohnlager für Heimatvertriebene – vorwiegend aus dem Sudetenland – begann Pater Roth, eine Kirchengemeinde aufzubauen. Da die Lagerkirche durch die US-Behörden allerdings erst ab 1956 für Deutsche freigegeben wurde, richtete er eine Barackenkirche unter dem Patrozinium Heilig Kreuz ein. Mit der schrittweisen Umsiedelung der Lagerbewohner in den neugegründeten Stadtteil Dachau-Ost zog auch die Gemeinde in einen Kinosaal an der Sudetenlandstraße um. 1964 wurde die heutige Kirche nach Plänen des Architekten Friedrich Haindl errichtet und die beiden Kirchen im Lager abgerissen.
Am 12. April 1964 wurde die Kirche durch Kardinal Julius Döpfner eingeweiht.
Im Dezember 2012 wurde der Pfarrverband Dachau – Hl. Kreuz und St. Peter gegründet, in dem die beiden benachbarten Pfarreien administrativ zusammengefasst wurden.

## Orgel

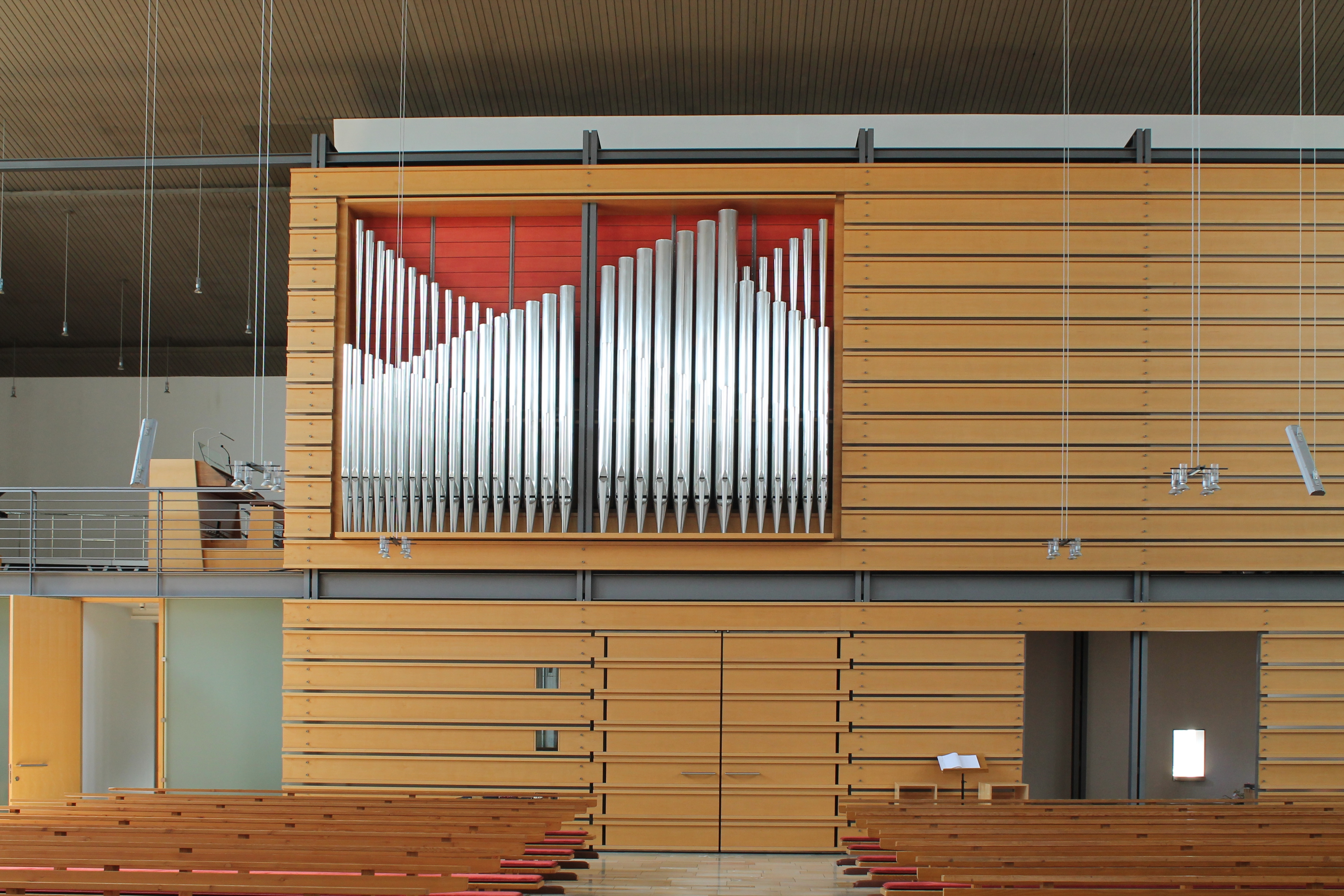
Die Orgel

Die Orgel wurde 1999 von Anton Staller gebaut. Sie hat 27 Register auf zwei Manualen und Pedal.  Die Disposition lautet:
| I Hauptwerk |       |
| Bourdon     | 16′   |
| Prinzipal   | 8′    |
| Rohrflöte   | 8′    |
| Oktav       | 4′    |
| Spitzflöte  | 4′    |
| Cornet III  | 2 ⁄3′ |
| Superoktav  | 2′    |
| Mixtur IV   | 1 ⁄3′ |
| Trompete    | 8′    |

| II Schwellwerk       |        |
| Gedeckt              | 8′     |
| Salicional           | 8′     |
| Vox coelestis (ab c) | 8′     |
| Koppelflöte          | 4′     |
| Fugara               | 4′     |
| Nasard               | 2 ⁄3′  |
| Flageolet            | 2′     |
| Terz                 | 1 3⁄5′ |
| Quinte               | 1 ⁄3′  |
| Cymbel III           | 1′     |
| Oboe                 | 8′     |
| Tremulant            |        |

| Pedal        |       |
| Prinzipalbaß | 16′   |
| Subbaß       | 16′   |
| Oktavbaß     | 8′    |
| Flötbaß      | 8′    |
| Choralbaß    | 4′+2′ |
| Bombarde     | 16′   |
| Baßtrompete  | 8′    |

- Koppeln: I/P, II/P, II/I
- Spielhilfen: Setzeranlage mit 4000 Kombinationen
- Bemerkungen: Schleiflade, mechanische Spiel- und elektrische Registertraktur

## Geläut
Die Glocken wurden von der Firma Rudolf Perner in Passau gegossen und am 15. September 1963 geweiht.
| Glocke | Name              | Masse   | Schlagton | Inschrift                                                                |
| ------ | ----------------- | ------- | --------- | ------------------------------------------------------------------------ |
| 1      | Kreuzglocke       | 2100 kg | c′        | „Im Kreuze ist Heil.“                                                    |
| 2      | Marienglocke      | 1150 kg | e′        | „Maria, Erlöserin der Gefangenen, bitte für uns!“                        |
| 3      | St. Josefsglocke  | 0700 kg | g′        | „St. Joseph, patronus ecclesiae, ora pro nobis: Ut omnes unum sint.“     |
| 4      | St. Hedwigsglocke | 0500 kg | a′        | „St. Hedwig, du große Herzogin, vereine unser Volk und Land in Frieden!“ |
| 5      | St. Stefansglocke | 0350 kg | h′        | „St. Stephan, du edler König, schenk uns einen guten Heimgang!“          |

## Seelsorge
Die Pfarrei Heilig Kreuz bildet einen Pfarrverband mit der Nachbargemeinde St. Peter. Seit Dezember 2023 läuft der Prozess zur Entwicklung einer Stadtkirche mit dem Nachbarpfarrverband St. Jakob.